# Hoya wayetii
Hoya wayetii is een plant uit de maagdenpalmfamilie (Apocynaceae).

## Herkomst en habitat
De plant wordt gevonden in de Filipijnen. Hier komt deze voor in tropische bergwouden op 1500 meter hoogte. Hier is het een klimplant met uitlopers waarvan de ranken zich slingeren om andere planten en heesters. De plant wordt gevonden in de provincie Benguet en het eiland Luzon.

## Omschrijving
Hoya wayetii is een meerjarige epifyt waarvan de kronkelende zich vertakkende groeischeuten zich zowel om andere takken slingeren maar ook kunnen afhangen. De scheuten zijn glad en draadachtig met een doorsnede tot 3 millimeter en verhouten als ze ouder worden. Ze zijn voorzien van tegen over elkaar aangezette smalle groene succulente bladeren met donkerder randen die tussen de 4 en 9 centimeter lang zijn en anderhalf tot twee centimeter breed. De bladeren hebben een sterke hoofdnerf. De bladtop is donkergroen en de onderzijde is iets lichter gekleurd. De aanzet van elk blad is wigvormig en de top loopt spits toe. Wanneer de plant groeit op een plek met veel zon kunnen de bladeren een roodachtige tint krijgen. 

## Bloeiwijze
De bloeiwijze verschijnt in trossen behaarde ronde bloemen. Per tros bevinden zich 20-30 bloemen. De bloemsteel is gemiddeld zeven centimeter lang. De bloemstengels zijn divers van lengte tussen de 1 en 2 centimeter lang en een centimeter dik. De kelkblaadjes zijn 1,7 mm lang en 1,3 mm breed aan de basis. De bloemkleur is roodbruin tot purper met een donkerder kroon. De trossen hebben tussen de 4 tot 15 bloemen elk. De geur is sterk en zeer zoet en de bloemen blijven 5 tot 6 dagen hangen. Ze produceren een zeer kleverige nectar.